# Francesco Ruggiero
Francesco Ruggiero (Napoli, 16 agosto 1957 – Ginevra, 18 gennaio 2007) è stato un fisico italiano.
Ha conseguito il suo dottorato di ricerca in fisica degli acceleratori nel 1985 presso la Scuola Normale Superiore di Pisa.

## Biografia
Francesco Ruggiero nella sua carriera al CERN di Ginevra, ha preso parte alla messa in opera del Large Electron-Positron Collider e ha contribuito alla progettazione dell'acceleratore di particelle Large Hadron Collider. Successivamente è stato a capo dell'Accelerator Physics Group del CERN e ha coordinato la struttura CARE-HHH dedicata agli studi per il potenziamento dell'LHC (o Super Large Hadron Collider ).
Inoltre ha anche ricoperto il ruolo di editore associato presso la rivista di fisica Physical Review Special Topics – Accelerators and Beams.
Il CERN gli ha dedicato un simposio commemorativo il 3 ottobre del 2007.